# Serge Gnabry
Serge David Gnabry (* 14. července 1995 Stuttgart) je německý profesionální fotbalista, hrající jako křídelník v klubu německé Bundesligy Bayernu Mnichov a v německé fotbalové reprezentaci.
Gnabry zahájil svou kariéru v anglickém Arsenalu, v Premier League debutoval v září 2012. V roce 2015 odešel na hostování do West Bromwich Albion a poté se vrátil do Německa, kde se v roce 2016 připojil k Werderu Brémy. V roce 2017 jej podepsal Bayern Mnichov, ze kterého odešel na hostování do Hoffenheimu pro sezónu 2017/18. V sezóně 2018/19, ve své první sezóně v Bayernu Mnichov, vyhrál Bundesligový titul a byl jmenován klubovým hráčem sezóny. V následující sezóně vstřelil Gnabry 23 gólů, když Bayern dokázal získat evropský treble, po výhře v Bundeslize, DFB-Pokalu a Ligy mistrů UEFA.
Poté, co se Gnabry objevil v mládežnických týmech Německa, debutoval v seniorské reprezentaci v listopadu 2016 v kvalifikačním zápase na Mistrovství světa 2018 proti San Marinu. Při výhře 8:0 zaznamenal hattrick.

## Mládí
Gnabry se narodil ve Stuttgartu v Bádensku-Württembersku, otci z Pobřeží slonoviny a německé matce. V mládí byl Gnabry talentovaným sprinterem, ale nakonec si vybral fotbal před atletikou.

## Klubová kariéra

### Arsenal
V roce 2010 VfB Stuttgart, Gnabryho bývalý klub, souhlasil s jeho přestupem do Arsenalu za částku okolo 100 000 liber, ale musel si počkat až do roku 2011, do doby, kdy mu bylo 16 let, než se mohl stát součástí týmu. Gnabry se oficiálně připojil k Arsenalu před sezónou 2011/12. Většinu sezóny odehrál v mužstvu do 18 let, ale po působivých vystoupeních byl povýšen do B-týmu. Ke konci sezóny odehrál Gnabry šest zápasů a vstřelil dva góly.

#### 2012–2015

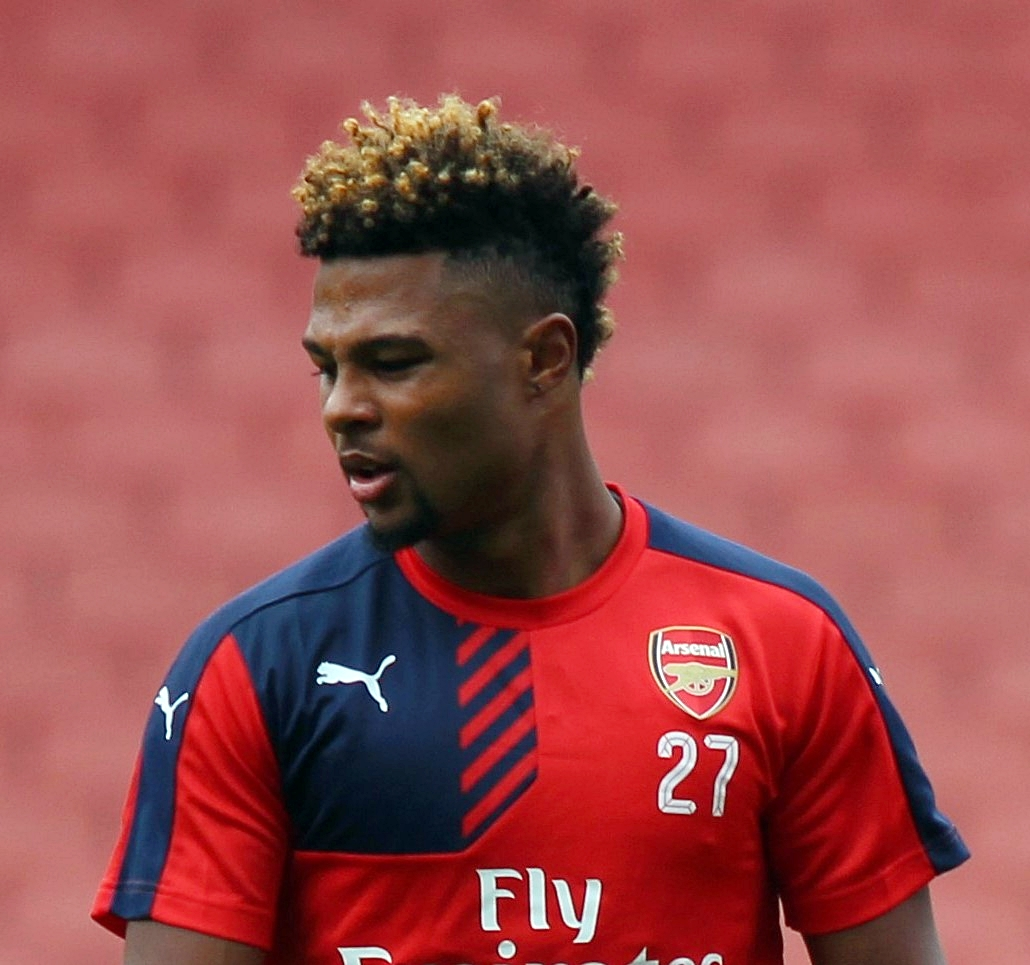
Gnabry v dresu Arsenalu (2015)

Sezóna 2012/13 začala pro Gnabryho dobře poté, co byl povolán do prvního týmu Arsenalu na předsezónní zápas proti FC Köln. Nastoupil do druhého poločasu ale po odehraných 24 minutách byl vystřídán Marvánem Šamachem v 69. minutě. Soutěžní debut v prvním týmu přišel pak 26. září 2012 proti Coventry City v Ligovém poháru, když jako náhradník za Alexe Oxladea-Chamberlaina, pomohl Arsenalu vyhrát 6:1. 20. října 2012 debutoval v Premier League při porážce 1:0 proti Norwichi na Carrow Road. V 17 letech a 98 dnech se po Jacku Wilshereovi stal druhým nejmladším hráčem Arsenalu v historii ligy. O čtyři dny později debutoval i v Lize mistrů UEFA, když nastoupil jako náhradník při prohře Arsenalu 2:0 se Schalke 04.
25. března 2013, vstřelil Gnabry jediný gól zápasu proti CSKA Moskva U19 ve čtvrtfinále turnaje NextGen Series. V semifinále proti Chelsea U19 vstřelil pozdní vyrovnávací branku na 3:3, nicméně Arsenal prohrál 4:3 v prodloužení. V následujícím zápas 8. dubna vstřelil Gnabry gól proti Liverpoolu U21 při porážce 3:2.
V prvním zápase sezóny 2013/14 byl Gnabry zařazen do mužstva prvního týmu proti Aston Ville a zahájil utkání na lavičce. Poprvé se v základní sestavě v Premier League objevil 22. září 2013 proti Stoke City kvůli absenci Thea Walcotta. Odehrál 73 minut, než byl vystřídán Rjém Mijaičim; Arsenal zápas vyhrál 3:1. V dalším ligovém zápase, proti Swansea City, vstřelil svůj první profesionální gól a dovedl Arsenal k vítězství 2:1 a posunul jej do čela tabulky Premier League. 26. října získal penaltu v zápase proti Crystal Palace při vítězství Arsenalu 2:0. Působivý začátek sezóny vyústil v Gnabryho nominaci na cenu Golden Boy Award 2013, a v novou pětiletou smlouvu v Arsenalu.
Gnabry v sezóně 2013/14 odehrál 14 utkání a pokračoval v působivých výkonech i v zápasech FA Cupu proti Tottenhamu Hotspur a Coventry. Gnabry tak dopomohl Arsenalu vyhrát tuto soutěž; v dalších dvou zápasech, proti Liverpoolu a Evertonu, však zůstal pouze na lavičce.
Po skvělém roce vynechal Gnabry většinu sezóny 2014/15 kvůli vážnému zranění kolena, které ho vyřadilo z prvního týmu na déle než rok.

#### Hostování do West Bromwiche
7. srpna 2015 se Gnabry připojil k West Bromwich Albion na sezónní hostování, aby získal zápasovou praxi. Debutoval jako náhradník při porážce 3:2 proti Chelsea 23. srpna 2015. V lednu byl stáhnut Arsenalem zpátky z hostování. V sezóně 2015/16 odehrál jen jedno utkání v Premier League a dvě v Ligovém poháru.

### Werder Brémy
31. srpna 2016 podepsal Gnabry smlouvu s bundesligovým Werderem Brémy za údajný poplatek za přestup ve výši 5 milionů liber. Tehdejší manažer Arsenalu Arsène Wenger chtěl před jeho přestupem prodloužit Gnabryho smlouvu v Arsenalu, ale kvůli velké konkurenci v prvním týmu mu nakonec doporučil přestup jinam.
Gnabry vstřelil svůj první gól za Werder Brémy 17. září 2016 při prohře 4:1 proti Borussii Mönchengladbach.
Ve své jediné sezóně v klubu, odehrál 27 ligových utkání, ve kterých vstřelil 11 gólů. Werder ukončil sezónu na 8. příčce v Bundeslize.

### Bayern Mnichov

#### Hostování do Hoffenheimu
11. června 2017 oznámil Bayern Mnichov přestup Gnabryho za částku okolo 8 milionů euro poté, co aktivoval výkupní klausuli Gnabryho smlouvy ve Werderu Brémy. Hráč podepsal tříletý kontrakt. 
14. června 2017 odešel Gnabry na sezónní hostování do TSG 1899 Hoffenheim. Gnabry si o hostování zažádal, kvůli snaze o získání více zkušeností. Svůj první a druhý ligový gól vstřelil při vítězství 4:0 nad Lipskem. Ve svých 22 zápasech v sezóně vstřelil 10 gólů a pomohl tak Hoffenheimu ukončit sezónu na třetím místě v ligové tabulce a zajistit si tak místo v Lize mistrů pro příští sezónu.

#### Sezóna 2018/19
1. září debutoval v dresu Bayern Mnichov v Bundeslize při vítězství 3:0 nad Stuttgartem, když nastoupil jako náhradník v 77. minutě. 3. listopadu 2018 vstřelil Gnabry svůj první bundesligový gól za Bayern Mnichov, a to při remíze 1:1 proti Freiburgu. 1. prosince 2018 dal dvě branky při vítězství proti svému bývalému klubu Werderu Brémy. 2. března 2019 vstřelil Gnabry během vítězství 5:1 nad Gladbachem 4 000. bundesligový gól Bayernu Mnichov a pomohl klubu stát se prvním týmem, který dosáhl tohoto milníku. 5. března 2019 podepsal s Bayernem Mnichov novou smlouvu do roku 2023.
Gnabry dokončil bundesligovou sezónu jako druhý nejlepší střelec Bayernu s 10 góly v 30 zápasech. Gnabry vyhrál svůj první bundesligový titul, když Bayern skončil o dva body před druhým Dortmundem se 78 body.

#### Sezóna 2019/20

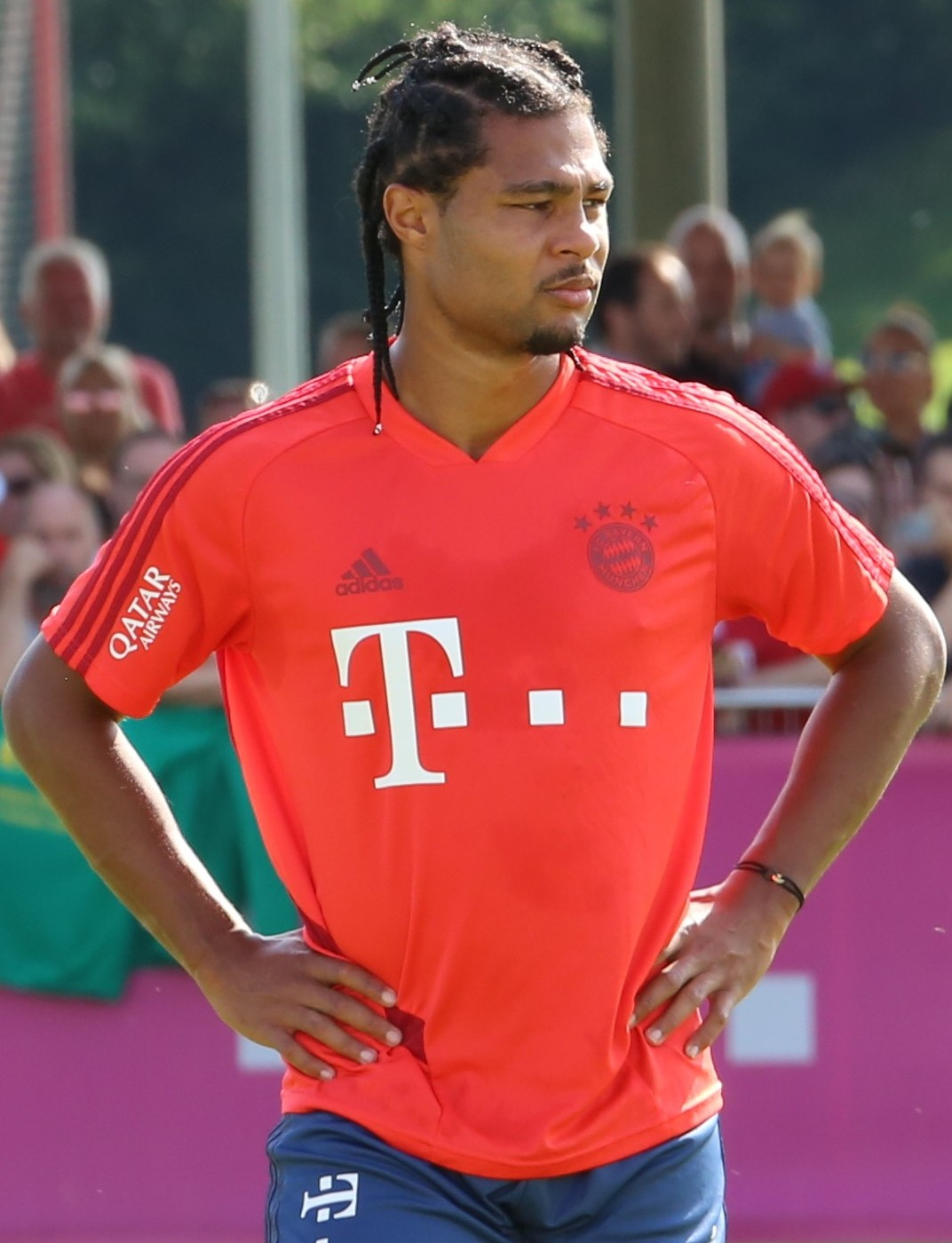
Gnabry trénující s Bayernem Mnichov (2019)

1. října 2019 Gnabry vstřelil čtyři góly při výhře v zápase základní skupiny Ligy mistrů UEFA 2019–20 proti Tottenhamu Hotspur. 25. února 2020 skóroval dvakrát v zápase proti Chelsea v prvním zápase osmifinále Ligy mistrů při výhře 3:0 venku. Díky tomu se stal prvním hráčem, který vstřelil v Londýně šest venkovních gólů v jedné sezóně Ligy mistrů. 14. srpna 2020 vstřelil ve jeden gól při výhře 8:2 proti Barceloně ve čtvrtfinále stejné soutěže. 19. srpna skóroval v semifinále při vítězství 3:0 nad Lyonem; v této soutěži tak vstřelil devět gólů v devíti zápasech. Bayern ve finále zvítězil 1:0 nad Paris Saint-Germain. Gnabry získal jeho první titul v Lize mistrů, stejně tak i jeho týmový kolega Joshua Kimmich, další odchovanec VfB Stuttgart.

#### Sezóna 2020/21
Gnabry zahájil sezónu 2020/21 tím, že získal dres čísla 7, který naposledy nosil Franck Ribéry, a to po dobu jedenácti let. V prvním zápase sezóny zaznamenal Gnabry svůj první bundesligový hattrick při výhře 8:0 nad Schalke.

## Reprezentační kariéra

### Mládežnické týmy
Gnabry reprezentoval Německo na různých mládežnických úrovních. V roce 2017 byl součástí týmu do 21 let, který vyhrál Mistrovství Evropy do 21 let.

### LOH 2016
15. července 2016 byl Gnabry pozván k účasti na Letních olympijských hrách 2016. 4. srpna nastoupil do zápasu Německa proti Mexiku a vstřelil první gól Německa v 58 minutě; zápas skončil remízou 2:2. O tři dny později se dvakrát střelecky prosadil do sítě Jižní Koreje, pomohl tak Německu zachránit bod při remíze 3:3. 10. srpna Gnabry přispěl dalšími dvěma góly k porážce Fidži 10:0. Ve čtvrtfinálovém zápase proti Portugalsku vstřelil svůj šestý gól na turnaji těsně před poločasovou přestávkou, když Německo zvítězilo poměrem 4:0. Stal se, spolu se svým spoluhráčem Nilsem Petersenem, nejlepším střelcem turnaje; pomohl týmu ke stříbrné medaili.

### Seniorský tým

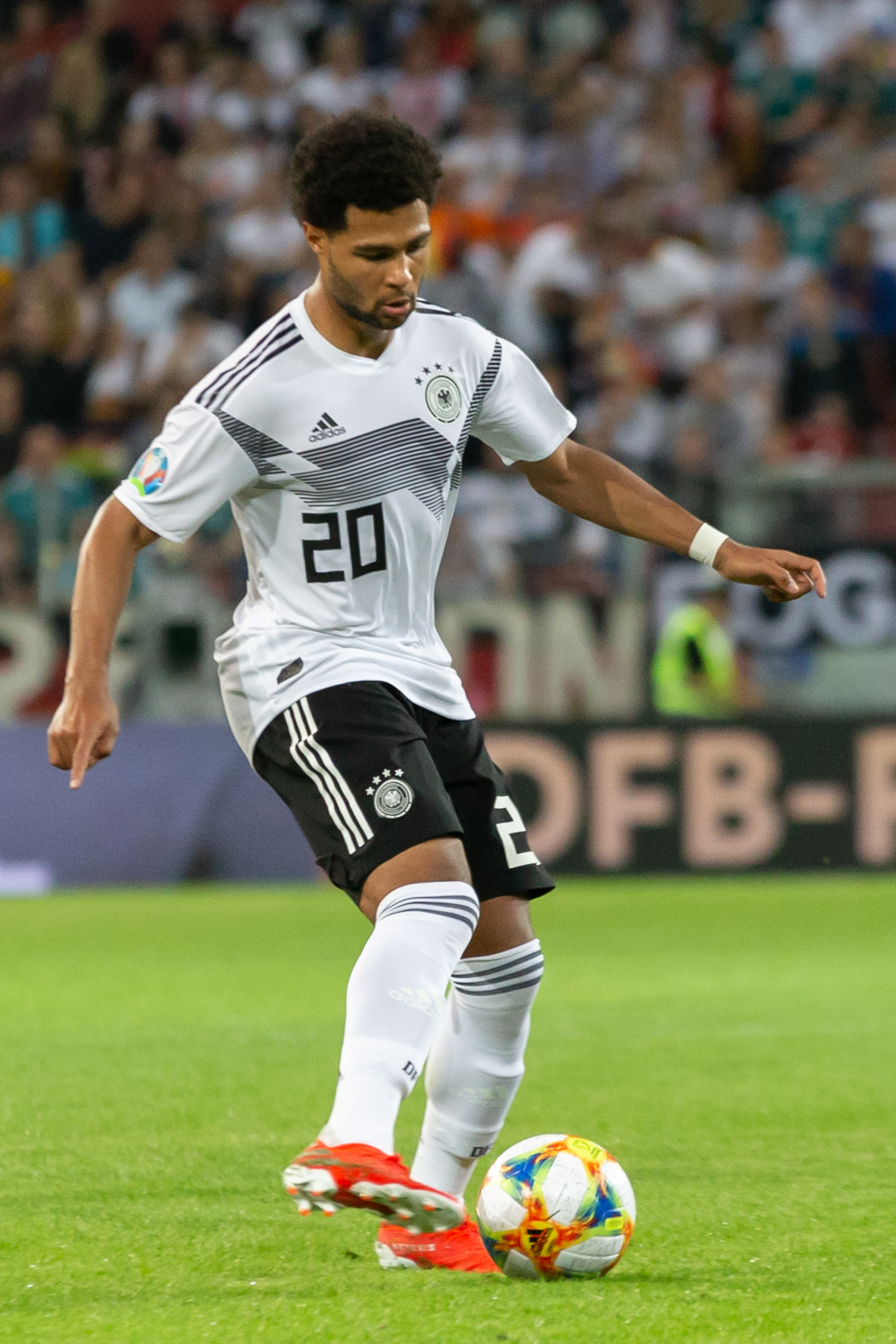
Gnabry hrající za Německo (2019)

4. listopadu 2016 obdržel Gnabry svou první pozvánku do německého seniorského týmu. O sedm dní později vstřelil tři góly při svém debutu v kvalifikaci na MS 2018 proti San Marinu při výhře 8:0. 9. října 2019, během přátelského zápasu s Argentinou, se Gnabry stal nejrychlejším hráčem, který dosáhl 10 gólů za národní tým, a to při svém 11. zápasu; překonal tak rekord Miroslava Kloseho o 2 utkání. 19. listopadu 2019 vstřelil tři góly při vítězství 6:1 nad Severním Irskem. Byl to jeho druhý reprezentační hattrick v jeho kariéře.

### Mistrovství světa 2022
V listopadu a prosinci roku 2022 se představil na Mistrovství světa, které se toho roku uskutečnilo v Kataru. Trenér Hans-Dieter Flick svěřil Gnabrymu pozici pravého křídla v základní sestavě. První skupinové utkání dne 23. listopadu přineslo překvapivou porážku 1:2 s Japonskem, které porazilo Německo poprvé v dějinách. Brankář soupeře Šúiči Gonda mu natřikrát zabránil skórovat v jedné z největších šancí celého střetnutí. Proti Španělsku dne 27. listopadu udrželo Německo po remíze 1:1 naději na postup do osmifinále, Gnabry však pro soupeřovu obranu nepředstavoval dostatečnou hrozbu a patřil mezi nejhorší hráče svého týmu. Podle Marka Ogdena z ESPN byl Gnabry tím vůbec nejhorším v utkání. O čtyři dny později ve třetím utkání se přesunul napravo, aby uvolnil místo Leroyi Sanému. Hlavou otevřel skóre a připsal si asistencí na třetí branku. Německo porazilo Kostariku 4:2, ani jedno z mužstev však do osmifinále nezamířilo.

## Statistiky

### Klubové
K zápasu odehranému 3. listopadu 2020
| Klub                  | Sezóna  | Liga           | Liga   | Liga | Národní pohár | Národní pohár | Ligový pohár | Ligový pohár | Evropské poháry | Evropské poháry | Ostatní | Ostatní | Celkem | Celkem |
| Klub                  | Sezóna  | Liga           | Zápasy | Góly | Zápasy        | Góly          | Zápasy       | Góly         | Zápasy          | Góly            | Zápasy  | Góly    | Zápasy | Góly   |
| --------------------- | ------- | -------------- | ------ | ---- | ------------- | ------------- | ------------ | ------------ | --------------- | --------------- | ------- | ------- | ------ | ------ |
| Arsenal               | 2012/13 | Premier League | 1      | 0    | 0             | 0             | 2            | 0            | 1               | 0               | —       | —       | 4      | 0      |
| Arsenal               | 2013/14 | Premier League | 9      | 1    | 2             | 0             | 1            | 0            | 2               | 0               | —       | —       | 14     | 1      |
| Arsenal               | 2014/15 | Premier League | 0      | 0    | 0             | 0             | 0            | 0            | 0               | 0               | 0       | 0       | 0      | 0      |
| Arsenal               | Celkem  | Celkem         | 10     | 1    | 2             | 0             | 3            | 0            | 3               | 0               | 0       | 0       | 18     | 1      |
| West Bromwich (host.) | 2015/16 | Premier League | 1      | 0    | 0             | 0             | 2            | 0            | —               | —               | —       | —       | 3      | 0      |
| Werder Brémy          | 2016/17 | Bundesliga     | 27     | 11   | 0             | 0             | —            | —            | —               | —               | —       | —       | 27     | 11     |
| Hoffenheim (host.)    | 2017/18 | Bundesliga     | 22     | 10   | 1             | 0             | —            | —            | 3               | 0               | —       | —       | 26     | 10     |
| Bayern Mnichov        | 2018/19 | Bundesliga     | 30     | 10   | 5             | 3             | —            | —            | 7               | 0               | 0       | 0       | 42     | 13     |
| Bayern Mnichov        | 2019/20 | Bundesliga     | 31     | 12   | 5             | 2             | —            | —            | 10              | 9               | 0       | 0       | 46     | 23     |
| Bayern Mnichov        | 2020/21 | Bundesliga     | 5      | 4    | 0             | 0             | —            | —            | 2               | 0               | 2       | 0       | 9      | 4      |
| Bayern Mnichov        | Celkem  | Celkem         | 66     | 26   | 10            | 5             | —            | —            | 19              | 9               | 2       | 0       | 97     | 40     |
| Celkem                | Celkem  | Celkem         | 127    | 48   | 13            | 5             | 5            | 0            | 25              | 9               | 2       | 0       | 172    | 62     |

1. ↑  Zápasy v FA Cupu a DFB-Pokalu
2. ↑  Zápasy v EFL Cupu
3. 1 2 3 4 5  Zápasy v Lize mistrů UEFA
4. ↑  Zápasy v Evropské lize UEFA
5. ↑  Zápas v Superpoháru UEFA
6. ↑  Zápas v DFL-Supercupu

### Reprezentační
K zápasu odehranému 13. října 2020
| Německo | Německo | Německo |
| Rok     | Zápasy  | Góly    |
| ------- | ------- | ------- |
| 2016    | 2       | 3       |
| 2018    | 3       | 1       |
| 2019    | 8       | 9       |
| 2020    | 2       | 1       |
| Celkem  | 15      | 14      |

#### Reprezentační góly
K zápasu odehranému 13. října 2020. Skóre a výsledky Německa jsou vždy zapisovány jako první.
| Gól | Zápas | Datum              | Místo                                         | Soupeř        | Skóre | Výsledek | Soutěž                                |
| --- | ----- | ------------------ | --------------------------------------------- | ------------- | ----- | -------- | ------------------------------------- |
| 1.  | 1.    | 11. listopadu 2016 | Stadion San Marino, Serravalle, San Marino    | San Marino    | 2:0   | 8:0      | Kvalifikace na Mistrovství světa 2018 |
| 2.  | 1.    | 11. listopadu 2016 | Stadion San Marino, Serravalle, San Marino    | San Marino    | 4:0   | 8:0      | Kvalifikace na Mistrovství světa 2018 |
| 3.  | 1.    | 11. listopadu 2016 | Stadion San Marino, Serravalle, San Marino    | San Marino    | 6:0   | 8:0      | Kvalifikace na Mistrovství světa 2018 |
| 4.  | 4.    | 15. listopadu 2018 | Red Bull Arena, Lipsko, Německo               | Rusko         | 3:0   | 3:0      | Přátelský zápas                       |
| 5.  | 6.    | 24. března 2019    | Johan Cruyff Arena, Amsterdam, Nizozemsko     | Nizozemsko    | 2:0   | 3:2      | Kvalifikace na Euro 2020              |
| 6.  | 8.    | 11. června 2019    | Opel Arena, Mohuč, Německo                    | Estonsko      | 2:0   | 8:0      | Kvalifikace na Euro 2020              |
| 7.  | 8.    | 11. června 2019    | Opel Arena, Mohuč, Německo                    | Estonsko      | 6:0   | 8:0      | Kvalifikace na Euro 2020              |
| 8.  | 9.    | 6. září 2019       | Volksparkstadion, Hamburk, Německo            | Nizozemsko    | 1:0   | 2:4      | Kvalifikace na Euro 2020              |
| 9.  | 10.   | 9. září 2019       | Windsor Park, Belfast, Severní Irsko          | Severní Irsko | 2:0   | 2:0      | Kvalifikace na Euro 2020              |
| 10. | 11.   | 9. října 2019      | Signal Iduna Park, Dortmund, Německo          | Argentina     | 1:0   | 2:2      | Přátelský zápas                       |
| 11. | 13.   | 19. listopadu 2019 | Waldstadion, Frankfurt, Německo               | Severní Irsko | 1:1   | 6:1      | Kvalifikace na Euro 2020              |
| 12. | 13.   | 19. listopadu 2019 | Waldstadion, Frankfurt, Německo               | Severní Irsko | 3:1   | 6:1      | Kvalifikace na Euro 2020              |
| 13. | 13.   | 19. listopadu 2019 | Waldstadion, Frankfurt, Německo               | Severní Irsko | 4:1   | 6:1      | Kvalifikace na Euro 2020              |
| 14. | 15.   | 13. října 2020     | RheinEnergieStadion, Kolín nad Rýnem, Německo | Švýcarsko     | 3:3   | 3:3      | Liga národů UEFA 2020/21              |

## Ocenění
Arsenal
- FA Cup: 2013/14,[49] 2014/15[49]
- Community Shield: 2014,[49] 2015[49]

Bayern Mnichov
- Bundesliga: 2018/19, 2019/20[75]
- DFB-Pokal: 2018/19,[76] 2019/20[77]
- DFL-Supercup: 2020[78]
- Liga mistrů UEFA: 2019/20[79]
- Superpohár UEFA: 2020[80]

Německo U23
- Letní olympijské hry: 2016 (2. místo)[81]

Německo U21
- Mistrovství Evropy do 21 let: 2017[60]

Individuální
- Hráč sezóny Bayernu Mnichov: 2018/19[82]
- Hráč měsíce Bundesligy: Říjen 2019[83]
- Tým sezóny Bundesligy podle kickeru – 2017/18[84]
- Jedenáctka sezóny Ligy mistrů UEFA: 2019/20[85]